# Liu Xiaotong
Liu Xiaotong (em chinês:  劉曉彤; 16 de fevereiro de 1990) é uma voleibolista profissional chinesa, campeã olímpica. 

## Carreira
Liu é membra da seleção chinesa de voleibol feminino. Em 2016, representou seu país nos Jogos Olímpicos de Verão no Rio de Janeiro, que foi campeã.